# Nemanja Jaramaz
Nemanja Jaramaz (in serbo Немања Јарамаз?; Nikšić, 10 luglio 1991) è un ex cestista serbo.
Ha un fratello minore, Ognjen, anch'egli cestista.

## Carriera
Cresciuto nelle giovanili del Partizan Belgrado, ha esordito da propfessionista nel 2009-10 nel Mega Vizura Belgrado, in prestito. Ha disputato la sua prima stagione nel Partizan nel 2010-11, collezionando 5 presenze in Lega NLB.

## Palmarès
- Campionato serbo: 2

Partizan Belgrado: 2010-11, 2011-12
- Coppa di Serbia: 2

Partizan Belgrado: 2011, 2012
- Coppa del Montenegro: 1

Budućnost: 2016
- Supercoppa polacca: 1

Turów Zgorzelec: 2014